# Lornah Kiplagat
Jebiwott Lornah Kiplagat (Kabiemit, 1 mei 1974) is een Nederlandse langeafstandsloopster van Keniaanse origine.
Kiplagat heeft verschillende wereldrecords in handen, verzamelde vier wereldtitels en één Europese titel. Kiplagat richt zich niet alleen op de weg, maar is ook actief op de baan en in het veld. Daarnaast runt zij sinds 2000 samen met haar man en trainer/manager Pieter Langerhorst in Iten, Kenia, haar eigen trainingscentrum. Sinds 2003 komt zij officieel uit voor Nederland, waarvoor zij ook driemaal uitkwam op de Olympische Spelen. Zij is lid van de Alkmaarse atletiekvereniging Hylas.

## Biografie

### Jeugd
Lornah Kiplagat werd geboren in het ziekenhuis van Kabiemit, maar groeide op in het dorpje Kapboit. Kapboit is een klein dorp gelegen in de westelijke Riftvallei, een gebied waaruit een groot gedeelte van de Keniaanse wereldtoppers afkomstig is. Met name de nabijgelegen stad Eldoret is befaamd als het trainingscentrum van vele lopers. Lornah kwam ter wereld onder de naam "Jebiwott", wat zoiets betekent als "geboren bij overvloedige regenval". Geen originele naam, aangezien de maand mei in Kenia midden in de regentijd valt. Wanneer Jebiwott veertien jaar is, geeft ze zichzelf naar Keniaans gebruik een tweede naam: "Lornah"; ze kiest hiervoor omdat ze dit gewoon een mooie naam vindt.

Lornah is het tiende kind dat geboren is in het gezin van haar vader Matii en haar moeder Rebecca. De eerste drie maanden van haar leven wordt ze opgevoed door een tante, omdat haar moeder door uitputting niet in staat is voor haar te zorgen. Nadat Lornah met haar ouders herenigd wordt, groeit ze op in een voor Keniaanse begrippen rijk gezin. Haar vader Matii heeft na het vertrek van de Engelse kolonisators in 1963 voor weinig geld veel land kunnen kopen en ze hebben dan ook een grote boerderij met meer dan 100 koeien en veel schapen en geiten. Ze heeft een gelukkige en onbezorgde jeugd en houdt zich onder andere bezig met het letten op de koeien. Een bezigheid waar ze niet altijd succesvol in is.

Als Lornah vijftien jaar is, gaat ze naar het voortgezet onderwijs in Kipsaos, naar een kostschool voor meisjes. Op deze school wordt voor het eerst haar talent voor hardlopen ontdekt. Ze blijkt niet alleen goed in hardlopen, maar ook op haar cijferlijsten is ze een uitblinker. Ze krijgt daarom een beurs aangeboden om geneeskunde te gaan studeren in India. Ze ziet echter af van dit aanbod, nadat een neef van haar die haar voorging, psychotisch terugkeerde. In plaats van naar India te vertrekken gaat ze naar Nakuru. Het is de bedoeling dat ze zal intrekken bij haar idool Susan Sirma. Die staat echter op het punt te verhuizen en in plaats daarvan trekt ze in bij Selina Komen. Ze traint echter wel samen met Susan Sirma en vanaf dat moment begint haar carrière als hardloopster.

### Successen op de weg
Toen ze nog Keniaanse was, zorgde Lornah Kiplagat al voor een opmerkelijke prestatie door als eerste en enige vrouw tot nu toe zowel de Falmouth Road Race (Cape Cod, Massachusetts, Verenigde Staten) als de Peachtree Road Race (Atlanta, Georgia, VS) te winnen. Deze prestatie wist ze drie jaar achter elkaar te bewerkstelligen, in 2000, 2001 en 2002. Inmiddels heeft zij de Falmouth Road Race in totaal nu al vier keer gewonnen en de Peachtree Road Race zelfs vijfmaal, de laatste keer op 4 juli 2006. Tot haar overige overwinningen behoren onder andere de marathon van Amsterdam, Rotterdam, Osaka en Los Angeles, waarvan de laatste tweemaal.

### Keniaanse stelt Nederlandse recordlijst bij
In 1999 verhuisde Kiplagat naar Nederland. Vier jaar later, in 2003, ontving zij een Nederlands paspoort, waarna ze voor Nederland kon uitkomen op de grote internationale toernooien. Dat waren dit jaar allereerst de wereldkampioenschappen in Parijs, waar zij met een vierde plaats op de 10.000 m al dicht bij een podiumplaats kwam. Meer nog dan haar klassering maakte haar eindtijd indruk, want met 30.12,53 verbrijzelde zij het bestaande Nederlandse record met ruim anderhalve minuut! Enkele weken daarvoor had ze in Stockholm ook al het record op de 5000 m verbeterd, door met 14.56,43 als eerste Nederlandse onder de 15-minutengrens te duiken. Ten slotte ging op 2 november tijdens de New York City Marathon het record van Carla Beurskens eraan, doordat Kiplagat het presteerde om in 2:23.43 over de finish te komen, bijna 3 minuten sneller dan Beurskens in 1987.
Het volgende jaar stond grotendeels in het teken van de Olympische Zomerspelen in Athene, waar Kiplagat opnieuw voor de 10.000 m koos. Ze werd daarin uiteindelijk vijfde in 30.31,92. Haar zesde plaats tijdens de WK veldlopen in de vette Brusselse klei dat jaar verdient trouwens eveneens vermelding.

### Nationaal en internationaal eremetaal
In 2005 besloot Kiplagat om dat jaar het baanseizoen en dus ook de wereldkampioenschappen in Helsinki over te slaan en zich te concentreren op de weg- en veldloopkampioenschappen. Misschien wel juist daardoor werd 2005 een topjaar in haar toch al zo succesvolle atletiekloopbaan. Allereerst werd zij in februari Nederlands kampioene, door bij de nationale kampioenschappen op de weg in Schoorl de 10 km te winnen. Vervolgens won ze in april de marathon van Rotterdam bij de vrouwen in 2:27.36. De maanden erna zegevierde Kiplagat in diverse sterk bezette, lucratieve wedstrijden in Groot-Brittannië en de Verenigde Staten. Daarna trok zij zich terug in het Amerikaanse Boulder om zich voor te bereiden op het WK halve marathon in oktober en de New York City Marathon in november. Deze onderbreking betaalde zich uit. Voor het eerst wist ze een medaille in de wacht te slepen tijdens een mondiaal kampioenschap: op 2 oktober 2005 veroverde zij bij het WK halve marathon in het Canadese Edmonton de zilveren plak. Een maand later werd ze in New York echter slechts tiende. "Wegens ademhalingsproblemen miste ik de laatste tien kilometer de kracht om mee te gaan met de kopgroep." Later bleek dat de medicijnen die zij mocht slikken vanwege een astmatische aandoening, inmiddels hun werking hadden verloren. De hoge luchtvochtigheid tijdens de marathon deed de rest. Gelukkig was er in december tijdens de EK veldlopen in Tilburg van enig lichamelijk ongerief geen sprake meer; ze pikte zelfs de gouden medaille in en mocht zich als eerste Nederlandse Europees kampioene veldlopen noemen. Op 7 januari 2006 werd ze dan ook gekozen tot Nederlands atlete van 2005.

### Het ene succes na het andere
Ook 2006 begint goed: in haar woonplaats Groet wordt ze andermaal Nederlands kampioene op de 10 km. Na dit succes richt ze zich op de WK veldlopen in Japan in april, waar zij als nieuwbakken Europees veldloopkampioene niet mag ontbreken. En alweer volgt er een groot succes: in Fukuoka behaalt ze achter viervoudig wereldkampioene Tirunesh Dibaba een zilveren medaille. Opnieuw is ze de eerste Nederlandse ooit die een medaille verovert op een dergelijk wereldkampioenschap. Veel tijd om erbij stil te staan heeft Kiplagat niet, want de volgende opgave ligt alweer in het verschiet: kwalificatie voor de 10.000 m tijdens de Europese kampioenschappen in Göteborg. Zij kiest hiervoor het Nederlands kampioenschap op 25 mei in Vught uit en daar slaagt ze glansrijk: Lornah Kiplagat lapt vrijwel het gehele veld en wordt kampioene in 32.20,37, ruimschoots voldoende voor Göteborg. De maanden erna neemt ze in de Verenigde Staten deel aan verschillende lucratieve stratenraces, die ze bijna allemaal wint. Ze loopt er echter ook een blessure op, die haar hindert in haar voorbereiding voor de EK in Göteborg. Desondanks bepaalt ze op 8 augustus gedurende het grootste deel van de 10.000m-race het tempo. Toch kan zij niet verhinderen dat zij in de laatste ronde door vier concurrentes voorbij wordt gesprint. Lornah wordt in de overigens zeer goede tijd van 30.37,26 vijfde, al is ze blij dat zij na haar blessure zo snel heeft kunnen lopen.

### Beste van de wereld
Daarna trekt Kiplagat zich terug in haar trainingskamp in Kenia om zich voor te bereiden op de volgende opgaven van dat jaar: de Dam tot Damloop in september, het wereldkampioenschap 20 km op de weg in oktober en natuurlijk de New York City Marathon in november. De resultaten zijn opnieuw meer dan indrukwekkend: bij de Dam tot Damloop verbetert ze haar eigen beste wereldprestatie op de 10 Eng. mijl uit 2002 met vier seconden tot 50.50 en in het Hongaarse Debrecen verovert ze haar eerste wereldtitel, daarbij en passant het Europese record op de 15 km en het wereldrecord op de 20 km verbeterend tot respectievelijk 47.10 en 1:03.21. In New York ten slotte wordt ze achtste. Nauwelijks verrassend staat Lornah Kiplagat aan het einde van 2006 op de eerste plaats van de IAAF-ranglijst; ze mag zich 's-werelds beste wegatlete van het jaar noemen. Al met al is 2006 het meest succesvolle jaar in de atletiekcarrière van Lornah Kiplagat. Dat onderkent ook de KNAU, die haar benoemt tot lid van verdienste. Daarbij noemt voorzitter Wim Slootbeek Kiplagat een atlete, die 'met meer oranje loopt dan vele andere Nederlanders'.

### Wereldkampioene veldlopen
Veel tijd om bij te komen en te genieten van haar successen gunt Lornah Kiplagat zichzelf niet. Er staat haar immers alweer een volgend doel voor ogen: wereldkampioene veldlopen worden in haar geboorteland Kenia. Wederom trekt zij zich ter voorbereiding terug in haar eigen trainingscentrum in Iten, waar zij harder traint dan ooit. Tevens besluit zij om het NK 10 km op de weg in Schoorl dit keer aan zich voorbij te laten gaan. In plaats daarvan test zij haar conditie op 11 februari 2007 tijdens de Keniaanse veldloopkampioenschappen in Mombassa, tevens een prima gelegenheid om het parkoers van de WK veldlopen goed te leren kennen. Onder zeer hete en vochtige omstandigheden wint ze de race over 8 km onbedreigd. Vervolgens neemt zij op 25 februari in Puerto Rico deel aan een 10 km-race, opnieuw onder hete, vochtige omstandigheden met bovendien veel wind. Ook die race wint ze. Kiplagat staat op scherp voor de grote slag in Mombassa, een maand later.
"Dit is het mooiste moment uit m’n sportcarrière. Eentje om kippenvel van te krijgen." Zo omschrijft Lornah Kiplagat op 24 maart 2007 haar overwinning bij de vrouwen tijdens de WK veldlopen in het Keniaanse Mombassa. Onder snikhete omstandigheden snelt de nieuwbakken Nederlandse in haar geboorteland ten aanschouwen van 30.000 voormalige landgenoten ongenaakbaar naar de overwinning. Acht kilometer lang heeft zij op zo'n superieure wijze het tempo gedicteerd, dat tweevoudig wereldkampioene Tirunesh Dibaba uit Ethiopië als eerste van de achtervolgers op 24 seconden achterstand wordt gezet. Een overwinning kortom om in te lijsten. Vanzelfsprekend werd ook dit nog nooit eerder door een Nederlandse gepresteerd.
Intussen kondigde binnen een maand de volgende opgave zich alweer aan: de marathon van Londen op 22 april. Lornah Kiplagat had zich voorgenomen daar goed te presteren, temeer omdat het deze marathon was waar zij tien jaar eerder haar huidige echtgenoot had leren kennen. Na gedurende 35 km veel kopwerk te hebben gedaan, kon zij in het laatste deel van de wedstrijd het tempo echter niet langer bijbenen. Zij finishte als vijfde in 2:24.46, vier minuten achter winnares Zhou Chunxiu, een minuut verwijderd van haar Nederlandse record en bijna twee minuten boven haar persoonlijke record. Lornah Kiplagat was desondanks niet teleurgesteld. “Ik ben toch heel tevreden. Voor het eerst in jaren had ik het gevoel dat ik de marathon aan kan. Het enige probleem is dat ik door de WK veldlopen een paar weken te weinig kilometers heb gemaakt. Bovendien miste ik twee keer mijn drinkfles. Daardoor was de tank na 35 km leeg. Maar vóór dat punt liep ik heel makkelijk.” Vanwege haar astmatische klachten worstelde Kiplagat in het verleden wel vaker met het laatste deel van een marathon.

### Plannen verstoord door blessure
Hierna nam Lornah Kiplagat wat gas terug. "Eerst ga ik op vakantie, ergens uitrusten op het strand", kondigde zij direct na afloop van de marathon van Londen aan. De rest van het seizoen 2007 stond immers geheel in het teken van de 10.000 m bij de wereldkampioenschappen in Osaka en de wereldtitelstrijd op de weg in Italië, waar ditmaal een halve marathon op het jaarlijks wisselende programma stond. Om zich voor beide loodzware toernooien opnieuw voldoende te kunnen opladen, vond zij een korte rustpauze noodzakelijk. Helaas pakte het daarna anders uit dan gepland. Bij haar eerste optreden na die rustpauze tijdens de THALES FBK-Games, eind mei in Hengelo, liep Kiplagat op de 5000 m een ruptuurtje in haar rechterkuit op. Ze werd erdoor gedwongen om zichzelf enige tijd in acht te nemen. Maar toen daarna tijdens de British 10km London Run op 1 juli 2007 de blessure opnieuw opspeelde en Lornah de wedstrijd moest staken toen deze nog geen kilometer oud was, werd duidelijk dat de blessure ernstiger was dan gedacht. Ten slotte leidde dit eind juli tot het besluit om af te zien van deelname aan de WK baanatletiek. Kiplagat wilde geen verdere risico’s nemen en eerst volledig van haar blessure herstellen, alvorens zich voor te bereiden op het verdedigen van haar wereldtitel WK Road Running op 14 oktober 2007 in het Italiaanse Udine. Ze toog naar haar eigen trainingskamp in Kenia, waar ze enkele maanden verbleef en volledig herstelde van haar blessure.
Op 7 oktober vierde Lornah Kiplagat haar rentree met een overtuigende overwinning bij de Fortis Singelloop Utrecht, waar zij op de 10 km een knappe tijd van 32.05 neerzette. Het was de eerste en gelijk ook laatste test voor Udine, waar zij vervolgens een week later haar wereldtitel prolongeerde door na een fabuleuze race op de halve marathon tot een tijd te komen van 1:06.25, daarmee het wereldrecord met 19 seconden verbeterd. En passant stelde zij ook haar eigen wereldrecord op de 20 km van vorig jaar bij, want in Udine werd als officiële tussentijd 1:02.57 voor haar geklokt, 24 seconden onder haar tijd tijdens het WK in Debrecen. De volgende dag werd Kiplagat bij aankomst op de luchthaven Schiphol door de KNAU tot erelid benoemd.
Vanwege haar prestaties in oktober werd Lornah Kiplagat door de Europese atletiekfederatie (EAA) tot atlete van de maand gekozen. Aangezien bij de mannen Kamiel Maase dezelfde titel kreeg toebedeeld, werd het een ‘Double Dutch’, een unicum in de geschiedenis van de Nederlandse atletiek.

### Nieuwe tegenslag
Medio november 2007 leed Lornah Kiplagat vervolgens een van haar zeldzame nederlagen. Op de Nijmeegse Zevenheuvelenloop kreeg ze op 18 november klop van de Ethiopische Bezunesh Bekele, die haar op de streep een seconde wist voor te blijven. Het wereldrecord waar vooraf op werd gehoopt (46,55), kwam niet in zicht. Het was voor het eerst in drie jaar dat Lornah Kiplagat op een wegwedstrijd (de marathon buiten beschouwing gelaten) werd verslagen.
Een maand later, op 23 december, liep Kiplagat in Brussel tegen nieuwe tegenslag aan. Tijdens een wedstrijd om de Crosscup moest ze halverwege opgeven met een blessure. Enkele dagen later kwam uit onderzoek aan het licht, dat Lornah een spiertje in haar linkerkuit had gescheurd. Als gevolg daarvan moest zij het voorlopig rustig aan doen, maar verwacht werd dat haar geplande deelname aan de marathon van Dubai op 18 januari 2008 niet in gevaar zou komen. Lornah Kiplagat reisde meteen na Brussel door naar haar trainingscentrum in Iten, waar zij vervolgens door haar beide fysiotherapeuten Bert Borghans en Gerard Hartmann intensief werd behandeld. Het toeval wilde namelijk dat beiden daar hun vakantie aan het vieren waren.

### Moeizame start 2008
Kort na de jaarwisseling werd door de Atletiekunie bekendgemaakt, dat Lornah Kiplagat de verkiezing van de beste atlete van 2007 had gewonnen. Lornah ontving 72% van alle uitgebrachte stemmen. Bij de verkiezing voor de titel van sportvrouw van het jaar werd Lornah tweede achter zwemster Marleen Veldhuis. Het was voor Kiplagat een mooi begin van een jaar, dat in Kenia overigens in het teken stond van een hevige stammenstrijd als gevolg van uit de hand gelopen verkiezingen. Bepaald geen goed klimaat voor een rustige voorbereiding op de marathon van Dubai. Toch ging de Nederlandse wereldkampioene er op 18 januari voortvarend van start. Toen halverwege de wedstrijd haar in Brussel geblesseerde kuit echter opnieuw begon op te spelen, besloot Lornah Kiplagat geen risico te nemen en stapte ze uit de wedstrijd. Deelname aan de 10.000 m op de Olympische Spelen, waarop zij voor 2008 haar zinnen had gezet, mocht immers niet in gevaar komen door een slepende blessure.
Ruim een maand later was Kiplagat volledig hersteld, getuige haar overwinning op 25 februari in de World’s Best race over 10 kilometer in Puerto Rico. Het was er haar vijfde overwinning op rij en de zesde in totaal. De Nederlandse finishte in 31.02, een seconde boven de beste wereldjaarprestatie van nichtje Hilda Kibet en drie seconden sneller dan vorig jaar, toen ze in San Juan de beste wereldjaartijd liep. In totaal heeft Kiplagat aan acht van de laatste negen edities van de sterkbezette wedstrijd in Puerto Rico meegedaan: een ongekende reeks van zes overwinningen en twee tweede plaatsen (in 2003 koos ze eind januari voor de marathon van Osaka, waar ze haar persoonlijk record van 2:22.22 liep).
Daags na haar overwinning in Puerto Rico vloog Lornah Kiplagat naar de Verenigde Arabische Emiraten, waar zij drie dagen later, op 28 februari, met groot vertoon van macht de Zayed Marathon won, de eerste editie van een halve marathon die meteen de rijkste halve marathon ter wereld is. In Abu Dhabi, waar dus 21,1 kilometer werd gelopen, finishte Kiplagat in 1:08.52, 2,5 minuut voor Berhane Adere (1:11.25) en Gete Wami (1:11.30). De Nederlandse won daarmee maar liefst 300.000 dollar. In totaal deelden de sponsoren en Shaikh Mansour bin Zayed Al Nahyan, de grote man achter het evenement, twee miljoen dollar uit. Ook de nummers twee en drie verdienden nog 100.000 en 50.000 dollar. De vierde plaats van Hilda Kibet was nog goed voor 20.000 dollar.

### Olympische Spelen van Peking
Vervolgens werd het vizier gericht op de kwalificatie voor de Olympische Spelen van Peking. Kiplagat was in 2007 weliswaar al genomineerd voor de Spelen, maar dat was op de marathon. Aangezien ze in Peking echter aan de 10.000 m wilde deelnemen, moest ze voldoen aan de NOC*NSF limiet van 31.22,14. Geen groot probleem voor de tweevoudig wereldkampioene, gezien haar persoonlijke besttijd van 30.12,53.
Toch werd het als gevolg van verschillende omstandigheden nog onverwacht lastig. Een eerste poging tijdens de Europa Cup 10.000 meterwedstrijden in Istanboel op 12 april 2008 mislukte. Kiplagat werd er tweede in 31.53,72. Vervolgens stond op 30 mei 2008 de Night of the 10.000 in Utrecht gepland, de volgende wedstrijd waarin de limiet gehaald zou moeten worden. Lornah Kiplagat moest de strijd echter na ruim 20 minuten staken, nadat ze eerst nuttig kopwerk had verricht voor haar nichtje Hilda Kibet, die mede hierdoor de limiet wél wist te halen. Een bacteriële infectie, die zij enkele weken voor de wedstrijd had opgelopen en waarvoor ze antibiotica had moeten slikken, bleek haar in Utrecht nog te veel parten te spelen.
Een trainingspauze in Kenia werd ingelast, want op 12 juni stond een derde poging in Ostrava op het programma. Die werd echter voortijdig afgeblazen toen bleek, dat Lornah nog steeds onvoldoende was hersteld. Ten slotte viel alles nog op tijd op zijn plaats bij de Nijmegen Global Athletics wedstrijden op 25 juni. Kiplagat voldeed daar ruimschoots aan de limiet voor de Spelen. De Noord-Hollandse liep een tijd van 31.04,01, meer dan een kwart minuut onder de vereiste 31.22,14 en kon zich daarna volledig gaan richten op haar olympische optreden op 15 augustus in Peking.
Op de openingsdag van het atletiekprogramma op de Spelen in China koos Lornah Kiplagat in de finale van de 10.000 m voor een hoog aanvangstempo. Het was haar enige kans op een medaille, aangezien zij zichzelf kansloos achtte, als het op een eindsprint aan zou komen. Vanaf de start nam ze de koppositie in, die ze gedurende 7 kilometer vrijwel continu bezet hield en waarin zij het hele deelnemersveld een ongekend hoog tempo oplegde. Het bleek echter niet genoeg om de gevaarlijkste concurrentes van zich af te schudden en daarna ging ook Kiplagat zelf aan haar hoge tempo ten onder. Terwijl Tirunesh Dibaba en Elvan Abeylegesse respectievelijk naar goud en zilver snelden in 29.54,66 en 29.56,34, finishte Kiplagat ten slotte als achtste in 30.40,27, een kleine halve minuut boven haar persoonlijke record. "Ik kon niet sneller en zij waren te fit", verontschuldigde zij zich na afloop. "Het is geen excuus, maar doordat ik ziek ben geweest heb ik de snelle trainingen in een te korte tijd moeten doen. Daarom heb ik hier vrede mee." Jaren later kreeg haar prestatie alsnog extra glans, omdat zowel de zilveren medaillewinnares Elvan Abeylegesse (in 2015) als de als zesde geëindigde Russische Inga Abitova (in 2016) vanwege dopingovertredingen uit de uitslag werden geschrapt.

## Trainingscentrum
Al vanaf 1995 vormt Iten, Kenia, de trainingsbasis voor Lornah Kiplagat. Samen met haar man en trainer/manager Pieter Langerhorst runt zij er het sinds eind 2000 gestarte "High Altitude Training Centre". Iten ligt in de beroemde Riftvallei en is vanwege de hoogte (2400 m), de schone lucht en het gelijkmatige klimaat een ideale plek om te trainen en je voor te bereiden op een belangrijk toernooi of kampioenschap. Tegenwoordig biedt het centrum dan ook onderdak aan vele atleten, die gebruikmaken van de ideale omstandigheden. Maar nog belangrijker vinden Kiplagat en Langerhorst het om de faciliteiten van het centrum aan te wenden ten behoeve van middelbarescholieren uit Kenia, die er worden klaargestoomd voor een highschoolopleiding in Amerika. Ook worden er door het gedreven echtpaar kansarme, maar talentvolle meisjes uit Kenia geselecteerd, die op hun kosten vier jaar naar een kostschool gaan en van het centrum gebruik kunnen maken, als ze talent hebben. Om dit alles te kunnen realiseren, startte Lornah Kiplagat in februari 2007 haar eigen stichting. En haar zuster Monicah is aangetrokken als manager van het kamp. "Ik vind het mooi om te zien dat de medewerkers in het kamp zich ook redden als Pieter en ik niet in de buurt zijn. Dat maakt me niet alleen gelukkig, maar het geeft me ook een hoop rust."

## Gouden schoen en Millenniumschoen Award
Op 18 november 2007 kreeg Lornah Kiplagat in Nijmegen de AIMS/Asics World Athlete of the Year Award: de gouden schoen uitgereikt. Deze prijs ontving de succesvolle Nederlandse vanwege haar prestaties in 2006, met name haar wereldtitel op de weg in Hongarije en haar overwinning in de Dam tot Damloop in een nieuwe wereldrecordtijd. De gouden schoen werd in het verleden onder andere gewonnen door Haile Gebrselassie, Paul Tergat en Paula Radcliffe.
Een maand eerder, op 24 oktober 2007, had Kiplagat in Amsterdam ook al een onderscheiding, de Millenniumschoen Award, in ontvangst genomen voor haar activiteiten in haar trainingscentrum in Iten. Deze prijs wordt uitgereikt aan de persoon die zich volgens een jury (met onder andere sportverslaggever Tom van 't Hek) het meest betrokken heeft getoond bij het thema 'sport en ontwikkelingssamenwerking'. Kiplagat krijgt al lange tijd (inter)nationale erkenning voor haar stichting. Het juryrapport prees de kundigheid en betrokkenheid van de Nederlandse atlete. Kiplagat volgde in de tweede editie van deze prijs voetballer Aron Winter op.
Het jaar erna, op 6 juli 2008, ontving Kiplagat de Gouden Schoen opnieuw, ditmaal als waardering voor haar prestaties in 2007, met name voor haar superioriteit op de 10 km en de halve marathon en haar wereldrecord, gelopen tijdens het WK halve marathon in Udine.
Bij de Olympische Zomerspelen 2012 in Londen moest ze uit de marathon stappen wegens knieklachten.

## Kampioenschappen

### Internationale kampioenschappen
| Onderdeel      | Titel              | Jaar       |
| -------------- | ------------------ | ---------- |
| 20 km          | Wereldkampioene    | 2006       |
| halve marathon | Wereldkampioene    | 2007, 2008 |
| veldlopen      | Wereldkampioene    | 2007       |
|                | Europees kampioene | 2005       |

### Nederlandse kampioenschappen
| Onderdeel | Jaar             |
| --------- | ---------------- |
| 10.000 m  | 2006             |
| 10 km     | 2005, 2006, 2010 |
| marathon  | 2005, 2011       |

## Persoonlijke records
Baan
| Onderdeel | Prestatie | Datum            | Plaats    | Extra |
| --------- | --------- | ---------------- | --------- | ----- |
| 3000 m    | 8.52,83   | 10 juni 2000     | Leiden    |       |
| 5000 m    | 14.51,95  | 21 juni 2002     | Hengelo   |       |
| 5000 m    | 14.56,43  | 5 augustus 2003  | Stockholm | ex-NR |
| 10.000 m  | 30.12,53  | 23 augustus 2003 | Parijs    | ex-NR |

Weg
| Onderdeel      | Prestatie | Datum             | Plaats   | Extra               |
| -------------- | --------- | ----------------- | -------- | ------------------- |
| 5 km           | 14.47     | 28 maart 2004     | Brunssum | WR                  |
| 4 Eng. mijl    | 19.33     | 2001              | Pretoria |                     |
| 5 Eng. mijl    | 25.09     | 1 juni 1997       | Tilburg  |                     |
| 10 km          | 30.32     | 4 juli 2002       | Atlanta  |                     |
| 15 km          | 46.59     | 14 oktober 2007   | Udine    | ex-ER               |
| 10 Eng. mijl   | 50.50     | 17 september 2006 | Zaandam  | WR                  |
| 20 km          | 1:02.57   | 14 oktober 2007   | Udine    | ex-WR               |
| halve marathon | 1:06.25   | 14 oktober 2007   | Udine    | ex-WR, ex-ER, ex-NR |
| 25 km          | 1:23.41   | 26 januari 2003   | Osaka    |                     |
| 30 km          | 1:40.35   | 26 januari 2003   | Osaka    |                     |
| marathon       | 2:22.22   | 26 januari 2003   | Osaka    | ex-NR               |

## Erelijst
- Olympische Spelen 2004 10.000 m: 5e
- Olympische Spelen 2008 10.000 m: 6e (na DQ van Elvan Abeylegesse en Inga Abitova)
- WK halve marathon: zilver (2005), goud (2007), goud (2008)
- WK 20 km: goud (2006)
- WK veldlopen: zilver (2006), goud (2007)
- EK veldlopen: goud (2005)
- Marathon van Los Angeles: (1997, 1998)
- Tilburg Ten Miles: (8 km en 10 km) (1997, 2000, 2004)
- Greifenseelauf: (1997)
- 25 km van Berlijn: (1997, 1998)
- Bredase Singelloop: (1997)
- 20 van Alphen: (15 km en 20 km) (1998, 2001)
- Marathon van Amsterdam: (1999)
- City-Pier-City Loop: (2000)
- Dam tot Damloop: (2000, 2002, 2006)
- Stadsloop Appingedam: (2000, 2010)
- Peachtree Road Race: (2000, 2001, 2002, 2005, 2006)
- Falmouth Road Race: (2000, 2001, 2002, 2005)
- Grand Prix von Bern: (2001)
- New York Mini 10K: (2003, 2005, 2006, 2007)
- Utica Boilermaker: (1997, 1998)
- World's Best 10 km van Puerto Rico: (2001, 2004, 2005, 2006, 2007, 2008)
- Warandeloop: (2001)
- Marathon van Osaka: (2002)
- Halve marathon van Egmond: (2003)
- Sylvestercross: (2003)
- Parelloop 5 km: (2004) (snelste tijd op de weg ooit[9])
- Beach to Beacon: (2005)
- NK 10 km: goud (2005), goud (2006)
- NK marathon: goud (2006)
- Groet Uit Schoorl (10 km): (2006)
- Steamboat Classic: (2006)
- Halve marathon van Abu Dhabi: (2008)
- Montferland Run (15 km): (2008)
- Europacup 10.000 m: zilver (2008)
- Zandvoort Circuit Run (5 km): (2010)
- Marikenloop: (2010)
- 10.000 m wedstrijd in Tilburg
- 10.000 m wedstrijd in Glasgow: (5 maal)

## Marathonprestaties
- 1997:  marathon van Los Angeles - 2:33.50
- 1997: 10e marathon van Chicago - 2:39.13
- 1998:  marathon van Los Angeles - 2:34.03
- 1999:  marathon van Amsterdam - 2:25.30
- 2000:  marathon van Chicago - 2:22.36
- 2000: 5e Boston Marathon - 2:30.12
- 2001: 4e Boston Marathon - 2:27.56
- 2002:  marathon van Osaka - 2:23.55
- 2002: 7e New York City Marathon - 2:28.41[10]
- 2003: 4e marathon van Osaka - 2:22.22
- 2003:  New York City Marathon - 2:23.43 (NR)
- 2004: 7e New York City Marathon - 2:28.21
- 2005:  NK in Rotterdam - 2:27.35 (1e overall)
- 2005: 10e New York City Marathon - 2:28.28
- 2006: 8e New York City Marathon - 2:32.31
- 2007: 5e marathon van Londen - 2:24.46
- 2011:  NK in Amsterdam - 2:25.52 (3e overall)
- 2011: 15e marathon van Londen - 2:27.57
- 2012: DNF OS

## Onderscheidingen
- Gouden schoen - 2006, 2007
- EAA atlete van de maand - okt. 2007, okt. 2008
- Millenniumschoen Award - 2007
- KNAU-atlete van het jaar - 2003, 2005, 2007, 2008
- KNAU-lid van verdienste - 2006
- KNAU erelid - 2007